# فريدريك رولف (مؤلف)
فريدريك رولف (بالإنجليزية: Frederick Rolfe)‏ (22 يوليو 1860، لندن في المملكة المتحدة - 25 أكتوبر 1913، البندقية في إيطاليا)؛ مصور، مؤرخ، رسام، كاتب وروائي بريطاني.

## روابط خارجية
- فريدريك رولف على موقع الموسوعة البريطانية (الإنجليزية)
- فريدريك رولف على موقع قاعدة بيانات برودواي على الإنترنت (الإنجليزية)
- فريدريك رولف على موقع قاعدة بيانات برودواي على الإنترنت (الإنجليزية)
- فريدريك رولف على موقع إن إن دي بي (الإنجليزية)